# Posição aparente

Observadores bastante distantes vêem a lua sob o mesmo ângulo

A posição aparente de um objeto é a sua posição no espaço como parece ao observador. Duas pessoas que estão em posições diferentes na Terra vêem a mesma estrela com praticamente o mesmo ângulo, porque a estrela está muito distante, assim, ambas podem estar apontando para a mesma estrela ao estarem ambas apontando para cima, no entanto a tendência é de que quando uma quiser ver para o que a outra está apontando ela olhe num ângulo diferente, do mesmo jeito do que para objetos próximos, como na figura: